# Керничный (гора)
Керничный — гора в Чивчинских горах (часть Мармарошского массива). Расположена в пределах  Верховинского района  Ивано-Франковской области, юго-западнее села   Зелёное.
Высота 1588,8 м. Гора массивная, расположена на главном хребте Чивчинских гор. Вершина незалесненная, плоская. Склоны, в отличие от большинства гор Мармарошского массива, не слишком обильные. Вокруг вершины — обширные полонины. К западу расположена гора Копилаш (1599 м), на юг — гора Фуратик (1525,7 м). Через северо-западную часть горы проходит так называемая Дорога Макензена.
Через вершину с юго-востока на северо-запад простирается украинско-румынская граница, поэтому часть горы (юго-западные склоны) расположена в пределах  Румынии.